# Dryadella zebrina
Dryadella zebrina är en orkidéart som först beskrevs av Otto Porsch, och fick sitt nu gällande namn av Carlyle August Luer. Dryadella zebrina ingår i släktet Dryadella och familjen orkidéer. Inga underarter finns listade i Catalogue of Life.